# Silnice II/171
Silnice II/171 je silnice II. třídy, která vede z Janovic nad Úhlavou do Čkyně. Je dlouhá 68,6 km. Prochází dvěma kraji a dvěma okresy.

## Vedení silnice

### Plzeňský kraj, okres Klatovy
- Janovice nad Úhlavou (křiž. II/191, III/1711, III/1712)
- Opálka
- Strážov (křiž. III/19020, III/1714)
- Lukavice
- Kozí (křiž. I/27, peáž s I/27)
- Běšiny (křiž. I/27, III/1717, peáž s I/27)
- Úloh
- Nemilkov (křiž. III/1717a, III/17113, III/17114)
- Velhartice (křiž. III/17115, III/1718)
- Milínov
- Hlavňovice (křiž. III/17117, III/1451)
- Pích
- Petrovice u Sušice (křiž. II/145, III/17118)
- Františkova Ves
- Dolní Staňkov
- Volšovy
- Červené Dvorce
- Sušice (křiž. II/169, III/17121, peáž s II/169)
- Chmelná
- Podmokly
- Dražovice (křiž. III/17122, III/17123, III/17124)
- Rozsedly (křiž. III/17126, III/17127)
- Strašín (křiž. II/172, III/1458, III/17128)
- Nahořánky
- Maleč

### Jihočeský kraj, okres Prachatice
- Vrbice (křiž. III/17019)

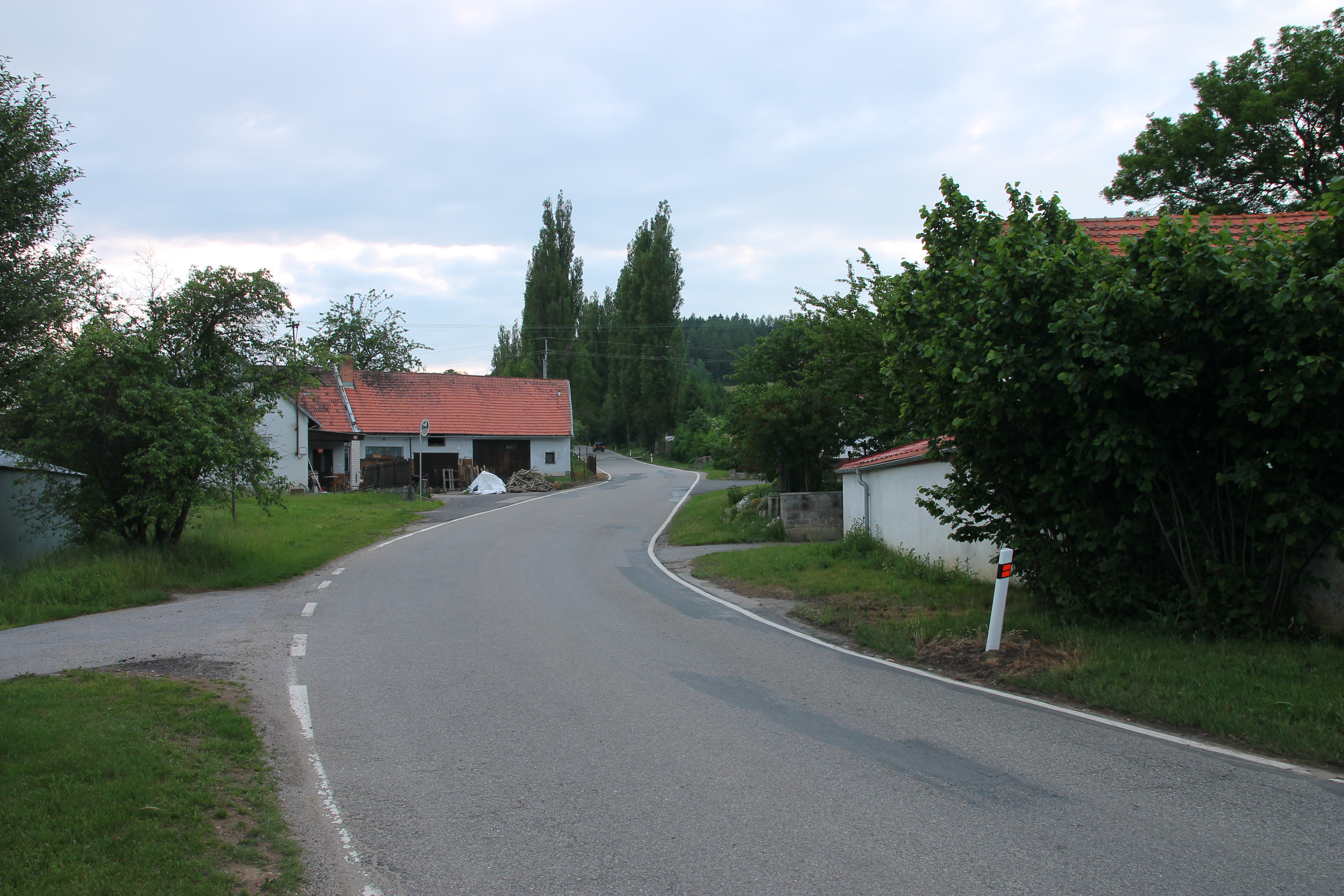
Silnice v Dolanech

- Vacov (křiž. II/170, peáž s II/170)
- Miřetice
- Nespice
- Žár (křiž. III/14517)
- Onšovice
- Dolany (křiž. III/17130)
- Čkyně (křiž. I/4, III/00433)